# Reinhold Körner
Reinhold Körner (11. března 1803 Linec – 11. února 1873 Linec) byl rakouský politik německé národnosti z Horních Rakous, starosta Lince, v 60. letech 19. století poslanec Říšské rady.

## Biografie
Byl synem obchodníka Reinholda Körnera. Od roku 1813 studoval na Schottengymnasium ve Vídni. Po návratu ze studií působil jako obchodník v Linci. Během revolučního roku 1848 spoluzakládal v Linci Národní gardu. Od července 1848 do srpna 1850 byl prozatímním představeným obce, následně prvním starostou Lince. Ve funkci setrval do roku 1854 a opětovně ji zastával v letech 1861–1867. V mezidobí byl obecním radním. Roku 1867 odešel z čela města ze zdravotních důvodů. Téhož roku mu město Linec udělilo čestné občanství. Získal též Řád železné koruny.
Počátkem 60. let se zapojil i do vysoké politiky. V zemských volbách v roce 1861 byl zvolen na Hornorakouský zemský sněm za kurii městskou, obvod Linec. Zasedal zde do roku 1866. Patřil mezi německé liberální politiky (tzv. Ústavní strana, liberálně a centralisticky orientovaná). Později ho v jeho volebním obvodu na zemském sněmu nahradil Moritz Eigner.
Působil také coby poslanec Říšské rady (celostátního parlamentu Rakouského císařství), kam ho delegoval Hornorakouský zemský sněm roku 1863 (Říšská rada tehdy ještě byla volena nepřímo, coby sbor delegátů zemských sněmů). 17. června 1863 složil slib.
Zemřel v únoru 1873 po krátké nemoci.